# Slag bij Agosta
De Slag bij Agosta vond plaats op 22 april 1676, tijdens de Hollandse Oorlog en werd uitgevochten tussen een Franse en Nederlands-Spaanse vloot. Het is een episode tijdens de Anti-Spaanse opstand in Messina (1674-1678), dat een zijgebeuren was in de Hollandse Oorlog.

## Strijd
De Franse vloot bestond uit 29 linieschepen, vijf fregatten en acht branders onder bevel van Abraham Duquesne. De Nederlands-Spaanse vloot was samengesteld uit 28 linieschepen (waarvan 13 Nederlandse) en vier branders, met als commandant luitenant-admiraal-generaal Michiel de Ruyter. Het was een korte maar hevige zeeslag. Geen van beide partijen verloor een schip, maar er vielen vele doden en gewonden, in het bijzonder aan Nederlandse zijde. De slag eindigde abrupt. De Nederlandse bevelvoerder Michiel de Ruyter raakte zwaargewond. Toen de Franse admiraal Abraham Duquesne dit vernam besloot hij zijn vloot terug te trekken, uit respect voor de legendarische zeeheld. Hierdoor eindigde de slag onbeslist.
Michiel de Ruyter overleed een week later aan zijn verwondingen.

## Betrokken schepen

### Frankrijk – Duquesne
Eerste eskader (Alméras)
- Fidèle 56 (Chevalier de Cogolin)
- Heureux 54 (Monsieur de La Bretesche)
- Vermandois 50 (Chevalier de Tambonneau, gedood)
- Pompeux 72 (Chevalier de Valbelle, chef d'escadre)
- Lys 74 (Lieutenant-Général Marquis Guillaume d'Alméras, gedood; flag-captains Etienne Gentet and Chevalier de Montbron)
- Magnifique 72 (Monsieur de La Gravière)
- Parfait 60 (Monsieur de Chasteneuf)
- Apollon 54 (Chevalier de Forbin)
- Trident 38 (Chevalier de Bellefontaine)

Branders
- Ardent
- Orage

Tweede eskader (Duquesne)
- Fortune 56 (Marquis d'Amfreville)
- Aimable 56 (Monsieur de La Barre)
- Joli 46 (Monsieur de Belle-Isle)
- Éclatant 60 (Monsieur de Coü, gedood; vervangen door Monsieur de Saint-Germen)
- Sceptre 80 (Comte Anne-Hilarion de Tourville)
- Saint-Esprit 72 (vice-admiraal Abraham Duquesne)
- Saint Michel 60 (Marquis de Preuilly d'Humiéres)
- Mignon 46 (Monsieur de Relingues)
- Aquilon 50 (Monsieur de Montreuil)
- Vaillant 54 (Monsieur de Septesme)

Branders
- Salvador
- Imprudent
- Inquiet

Derde eskader (Gabaret)
- L'Assuré 56 (Marquis de Villette-Mursay)
- Le Brusque 46 (Chevalier De La Mothe)
- Syrène 46 (Chevalier de Béthune)
- Le Fier 60 (Monsieur de Chabert)
- L'Agreeable 56 (Monsieur d'Ailly)
- Sans-Pareil 70 (chef d'escadre Jean Gabaret, flag-captain Alain Emmanuel de Coëtlogon)
- Le Grand 72 (Monsieur de Beaulieu)
- Le Sage 54 (Marquis de Langeron)
- Le Prudent 54 (Monsieur de La Fayette)
- Le Téméraire 50 (Chevalier de Levy)

Branders:
- Le Dangereux
- Hameson
- Dame-de-la-Mère

### Nederlands/Spanje – De Ruyter
De Ruyters eskader
- Spiegel 70 (Gilles Schey)
- Groenwijf 36 (Jan Noirot)
- Leiden 36 (Jan van Abkoude)
- Leeuwen 50 (Frans Willem, graaf van Limburg Stirum)
- Eendracht 76 (luitenant-admiraal Michiel de Ruyter, dodelijk gewond; vlag-kapitein Gerard Callenburgh)
- Stad en Lande 54 (Joris Andringa)
- Zuiderhuis 46 (Pieter de Sitter)
- Damiaten 34 (Isaac van Uitterwijk)
- Oosterwijk 60 (Jacob Teding van Berkhout)
- Tonijn 8 (snauw, Philips Melkenbeek)
- Kreeft 8 (snauw, Wijbrand Barendszoon)
- Ter Goes 8 (snauw, Abraham Wilmerdonk)
- Salm 4 (brander, Jan van Kampen)
- Melkmeisje 2 (brander, Arent Ruyghaver)
- Zwarte Tas 4 (Jacob Stadtlander)

De Haans eskader
- Steenbergen 68 (Pieter van Middelandt)
- Wakende Boei 46 (Cornelis Tijloos)
- Edam 34 (Cornelis van der Zaan)
- Kraanvogel 46 (Jacob Willemszoon Broeder)
- Gouda 76 (Vice-Admiraal Jan den Haen)
- Provincie van Utrecht 60 (Jan de Jong)
- Vrijheid 50 (Adam van Brederode)
- Harderwijk 46 (Mattheus Megang)
- Prinsen Wapen 8 (snauw, Hendrik Walop)
- Rouaan 8 (snauw, Willem Knijf)
- Roos 8 (snauw, Juriaan Baak)
- Sint Salvador 6 (brander, Jan Janszoon Bont)
- Jakob en Anna 4 (brander, Dirk Klaaszoon Harney)
- Witte tas 4 (bevoorradingsschip, Adriaan van Esch)

Spaanse schepen
- Nuestra Señora del Pilar (Capitana Real) 64/74 (1000-1100 bemanning) Almirante Francisco Pereire Freire de La Cerda (or de La Zerda)
- Santiago (Nueva Real) 80
- San Antonio de Napoles 44/46 (500 bemanning)
- San Felipe 40/44
- San Carlo/Salvator delle Fiandre/San Salvador (Almiranta de Flandres) 40/42/48 (350 bemanning)
- San Joaquin/San Juan 80
- San Gabriel 40
- Santa Ana 54/60
- Nuestra Señora del Rosario 50
- Nuestra Señora de Guadalupe *
- Nuestra Señora del Rosario y Las Animas *

Schepen met * zijn onzeker.